# Формия
Фо́рмия (итал. Formia) — итальянский город с населением 38 032 человек в провинции Латина в Лацио.
Плотность населения составляет 512 чел./км². Занимает площадь 74,17 км². Почтовый индекс — 04023. Телефонный код — 0771.
Покровителями коммуны почитаются свв. Еразм Формийский, празднование 2 июня, и Иоанн Креститель, празднование 24 июня. Кроме того в коммуне почитается Святая Альбина.
7 декабря 43 г. до н. э. в Формии был убит Марк Туллий Цицерон.